# 建春門院新大納言
建春門院新大納言（けんしゅんもんいんしんだいなごん、永暦元年（1160年）? - 没年未詳）は、平安時代末期から鎌倉時代初期の女性。藤原成親の次女。母は藤原俊成の長女・京極局。平維盛の正室。のち吉田経房妻。子に六代（高清）、女子（藤原実宣妻、のち平親国妻）。

## 生涯
12、13歳の頃に建春門院の女房として出仕し、新大納言と称される。女院の御所近くに局を賜り、手厚く遇されていたとされ、2、3年ほど女房を務めた。『平家物語』によれば13歳で平維盛の正室となり、承安3年（1173年）に六代を、2年後には女子を産む。
安元3年（1177年）、鹿ケ谷の陰謀が起こり、平家打倒を企てた父成親は平清盛によって処罰され、流刑地で死去した。この事から夫維盛は平家一門で苦しい立場に立たされる事になる。寿永2年（1183年）7月、平家一門の都落ちにあたり、維盛は妻子を都に残して西国へ下り、一ノ谷の戦いの前後に一門を離脱して入水自殺した。残された新大納言局は、子と共に母方一族の庇護の元で暮らした。
文治元年（1185年）3月、壇ノ浦の戦いで平家一門が滅びたのち、北条時政によって平家の残党狩りで維盛の遺児の捜索が行われた。新大納言局は六代と娘と共に菖蒲谷（京都市右京区嵯峨北ノ段町）の小房に隠れていたが、同年12月中旬、ある女によって密告され、六代は捕らえられる。六代の乳母が近い距離にあった神護寺に駆け込み、文覚上人に六代の助命嘆願を願い、文覚が源頼朝に取りなした事により、六代は助命され、出家して僧となる。建久のはじめ頃、新大納言は娘を伴って吉田経房と再婚した。
建久10年（1199年）、三左衛門事件の影響を受け、六代は処刑された。正治2年（1200年）、経房の死去により再び未亡人となる。藤原実宣の妻となった娘は建仁3年（1203年）頃、実宣が北条時政の娘を妻に迎えるために離縁される。娘は31歳の建永元年（1206年）に平親国（姉妹が維盛の愛妾）と再婚するが、わずか2年後に親国が死去して未亡人となっている。
その後の新大納言と娘の消息は不明。